# Baltazar Álvares
Baltazar Álvares (1560 – 1630) è stato un architetto e gesuita portoghese.

## Biografia

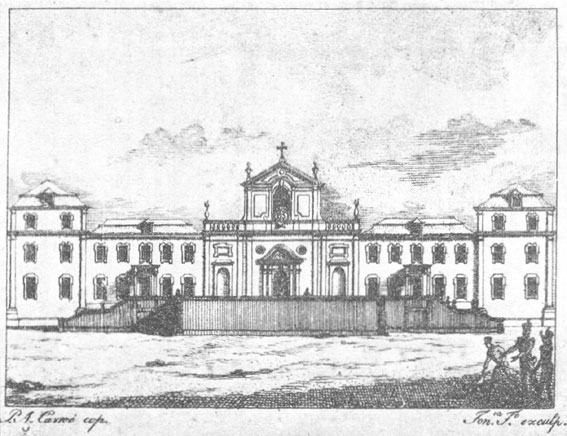
Antico collegio dei gesuiti di Cotiva, poi Collegio Reale dei Nobili

Entrò nella Compagnia di Gesù nel 1578. Si laureò in filosofia all'Università di Coimbra e in teologia a quella di Évora.
Nel 1577, Baltazar Álvares rimpiazzò Afonso Álvares nel cantiere per la costruzione della casa professa dei gesuiti di São Roque di Lisbona.
Il riconoscimento della sua competenza e della qualità del suo lavoro gli permisero di essere l'architetto del convento dei gesuiti di Santo Antão-o-Novo, a Lisbona, la cui costruzione iniziò l'11 maggio 1579 e fu inaugurata nel 1593.
Nel 1580, alla morte di Alfonso Álvares, forse suo zio, fu nominato mastro d'opera dell'Alentejo. L'anno successivo, alla morte di António Mendes, fu incaricato dei lavori dei palazzi situati nelle città di Santarém, Ameirim, Salvaterra de Magos e nel monastero di Batalha.
Nel 1598 iniziò il progetto del monastero di San Benedetto de la Saúde, a Lisbona.
Nel medesimo anno egli intraprese l'inizio della costruzione della chiesa dei gesuiti a Coimbra.
La chiesa venne aperta al culto nel 1640, inaugurata nel 1698 e proclamata nuova cattedrale nel 1772. Nel 1600 realizzò il primo edificio del collegio di San Benedetto a Coimbra.
È possibile che la sua ultima opera importante sia stata la chiesa del monastero di São Vicente de Fora. Non gli si può attribuire il progetto della chiesa poiché questo fu opera dell'architetto italiano Filippo Terzi. La costruzione ebbe inizio nel 1582. Baltazar Álvares fu il capomastro della costruzione dell'edificio con la partecipazione di Leonardo Torriani, di Pedro Nunes Tinoco e di João Nunes Tinoco. Nel 1624, Pedro Nunes Tinoco gli subentrò come capomastro dell'opera.
All'inizio del XVII secolo realizzò i progetti per la nuova chiesa di San Benedetto dell'omonimo monastero di Avis.
Fu lui che concepì le decorazioni delle cappelle del coro, in particolare quella dei santi Cosma e Damiano, nella cattedrale di Lisbona nel 1605.
Fu probabilmente lui l'autore dei progetti del convento de Santos-o-Novo, a Lisbona, nel novembre 1606.
Nel 1607 iniziò la costruzione dell'edificio dei gesuiti Nossa Senhora da Assunção da Cotovia divenuto poi il Collegio dei Nobili nel 1761.
Tra il 1611 e il 1613 fu l'architetto del Convento di Nostra Signora della Luce, a Carnide, dopo Jerónimo de Ruão e Pedro Nunes Tinoco.
Nel 1613 intraprese la costruzione della chiesa di San Nicola di Santarém.
Il suo nome non compare più in altri progetti. Alcuni dei suoi progetti furono portati a termine da João Torriano.